# Галавтеев, Виктор Александрович
Ви́ктор Алекса́ндрович Галавтеев (12 июля 1936, Юрино, Марийская АССР — 4 мая 1994, Йошкар-Ола) — советский и российский партийный и государственный деятель.

## Биография
Родился в посёлке Юрино Юринского района Марийской АССР. Трудовую деятельность начал в 1954 году рабочим Шарского лесопункта Юринского леспромхоза. После окончания Поволжского лесотехнического института был на комсомольской, а затем на партийной работе. Секретарь (1960—1962), второй секретарь (1962—1965) Марийского обкома ВЛКСМ, второй секретарь Горномарийского райкома КПСС (1965—1969), с 1969 года первый секретарь Звениговского райкома КПСС. В 1977 году возглавил аппарат Госплана МАССР, одновременно с 1981 года заместитель председателя Совета Министров Марийской АССР. С января по декабрь 1991 года председатель Высшего экономического совета Марийской АССР, с декабря 1991 года — вице-президент Республики Марий Эл.
В. А. Галавтеев много сделал для развития экономики республики, для привлечения инвестиций, в том числе иностранных, для расширения внешнеэкономических связей, для поддержки предпринимательства. За время его пребывания на втором по статусу государственном посту значительно расширились связи Республики Марий Эл со странами ближнего и дальнего зарубежья.

## Награды
- Орден «Знак Почёта» (1966)
- Орден Трудового Красного Знамени (1971, 1973)
- Почётная грамота президиума Верховного совета МАССР (1986)
- Почётный гражданин штата Мэриленд, США (1993)

## Память
- Волейбольный турнир его имени в Йошкар-Оле (с 1994)
- Улица Галавтеева в Юрино (1996)
- Улица Галавтеева в Йошкар-Оле
- Теплоход на маршруте Козьмодемьянск — Юрино (1996)

### Архив
- Галавтеев Виктор Александрович (1936—1994) //   Государственный архив Республики Марий Эл. Ф. Р–1103. Оп. 1. — Опись дел из личного фонда В.А. Галавтеева. Архивировано 6 октября 2018 года.
  - Личные фонды. Государственный архив Республики Марий Эл. — Краткая биография и аннотация личного фонда. Дата обращения: 19 мая 2021. Архивировано 6 октября 2018 года.
  - Путеводитель по фондам ГКУ «Государственный архив Республики Марий Эл» / Ред. кол. Киселёва Л. А., Майорова Т. М. ; Сост. Гриничева И. А. [и др.]. — Йошкар-Ола : Комитет Республики Марий Эл по делам архивов : ГКУ «Государственный архив Республики Марий Эл», 2012. — С. 759. — 1136 с. — 500 экз. — ББК 79.347. — УДК 930.25(G).
  - Дополнение к «Справочнику по фондам Центрального государственного архива Марийской АССР» : [арх. 6 октября 2018] / Сост З. Ф. Куваева, И. С. Шлычков. — Йошкар-Ола : Комитет Республики Марий Эл по делам архивов : Государственный архив Республики Марий Эл, 2002. — С. 28. — ББК 63.3.